# آلیس چان
آلیس چان (انگلیسی: Alice Chan؛ زادهٔ ۲۱ نوامبر ۱۹۷۳) بازیگر است. او برندهٔ جوایزی همچون جایزه سالیانه تی‌وی‌بی شده است.